# Gregor Robertson

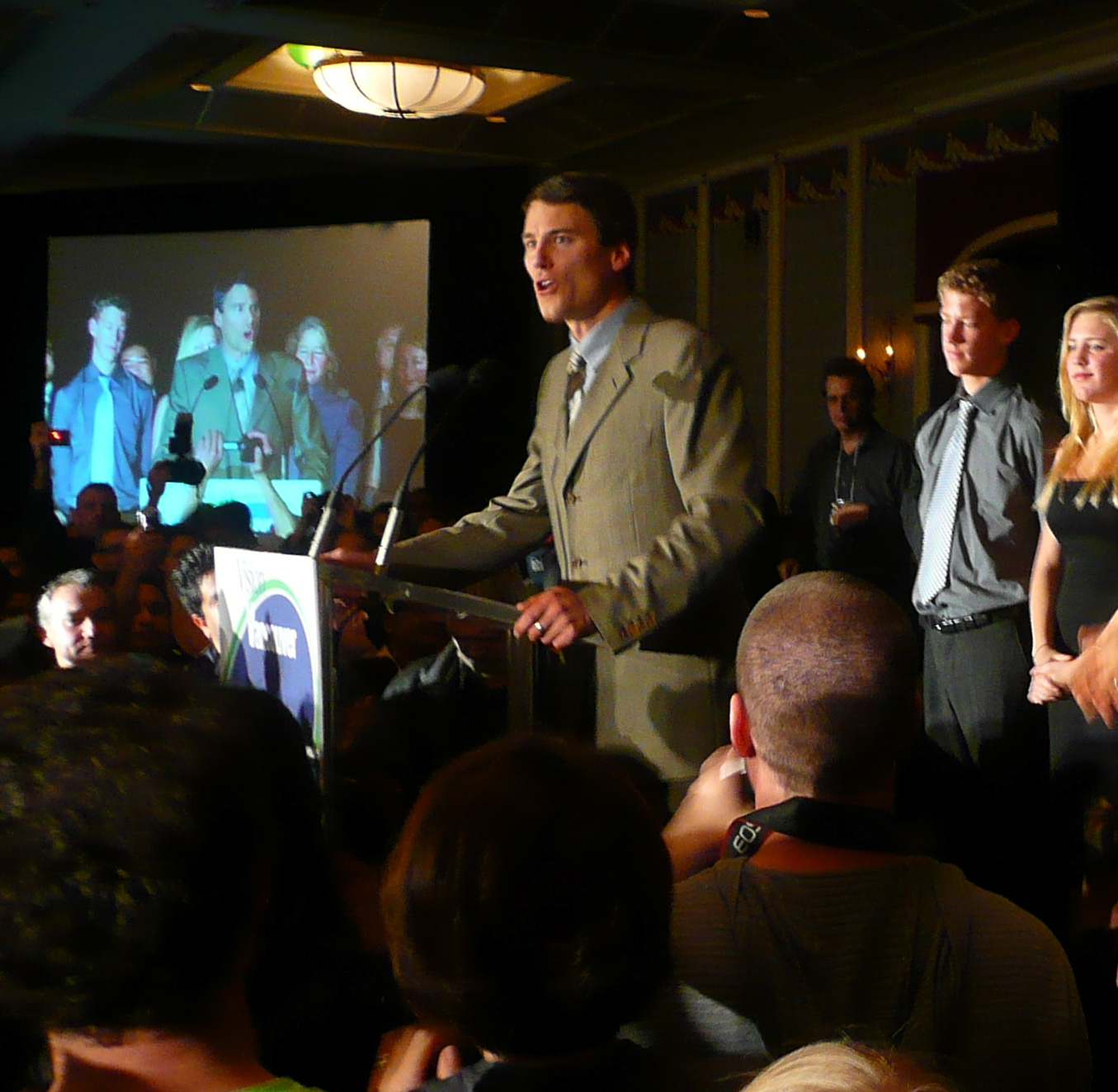
Gregor Robertson

Gregor Robertson (* 1965) ist ein kanadischer Politiker und Unternehmer. Von 2008 bis 2018 war er Bürgermeister der Stadt Vancouver. Zuvor war er Abgeordneter in der Legislativversammlung von British Columbia.
Robertson studierte Englisch am Colorado College. 1994 war er Mitbegründer des mittelständischen Unternehmens Happy Planet, das Bio-Lebensmittel (hauptsächlich Fruchtsäfte und Suppen) herstellt. Er trat der sozialdemokratischen British Columbia New Democratic Party bei und kandidierte 2005 im Wahlkreis Vancouver-Fraserview erfolgreich um einen Sitz im Provinzparlament. Robertson setzte sich hauptsächlich für das Bildungswesen sowie kleine und mittlere Unternehmen ein.
Im Februar 2008 kündigte Robertson an, er werde als Bürgermeister von Vancouver kandidieren. Er sicherte sich die Nomination der Lokalpartei Vision Vancouver und trat im Juni 2008 als Provinzabgeordneter zurück. Bei den Lokalwahlen am 15. November 2008 erhielt er 55 % der Stimmen, während Vision Vancouver die absolute Mehrheit im Stadtrat errang. In Robertsons erste Amtszeit fielen die Olympischen Winterspiele 2010, die in Vancouver und Umgebung ausgetragen wurden.